# Spiculogloeomycetes
Spiculogloeomycetes es una clase de hongos basidiomicetos de la subdivisión Pucciniomycotina, que contiene un orden Spiculogloetales, una familia Spiculogloeaceae y tres géneros monotípicos, otro de posición incierta. La clase fue descrita en 2015. Los hongos de esta clase son hongos dimórficos de hábitos terrestres, parásitos de plantas y otros hongos.

## Sistemática
Se clasifican de la siguiente manera:
- Spiculogloeomycetes
  - Spiculogloetales
    - Spiculogloeaceae
      - Mycogloea
      - Phyllozyma
      - Spiculogloea